# Đại hội Thể thao Trong nhà châu Á
Đại hội Thể thao Trong nhà châu Á (tiếng Anh: Asian Indoor Games) là sự kiện thể thao quy mô cấp châu lục diễn ra hai năm một lần được triển khai theo ý tưởng của Hội đồng Olympic châu Á (OCA), mục đích nhằm tăng cường tình đoàn kết, hữu nghị và hoà bình giữa các nước châu Á. Đại hội lần đầu tiên được tổ chức tại Băng Cốc, Thái Lan từ ngày 12 tháng 11 đến 19 tháng 11 năm 2005 với 37 nước và vùng lãnh thổ đã tham gia thi đấu. Lần thứ hai được tổ chức năm 2007 tại Ma Cao, Trung Quốc. Việt Nam giành quyền đăng cai tổ chức vào năm 2009.
Đại hội này là một sự kiện đặc biệt dành cho ngành truyền hình và thể thao và không nằm trong khuôn khổ Đại hội Thể thao châu Á, chỉ quy tụ những môn thể thao phi-Olympic (những môn thể thao địa phương mà Ủy ban Olympic Quốc tế chưa công nhận). Chương trình thể thao sẽ bao gồm từ 6 đến 8 môn thể thao gây được sức hút với ngành truyền hình, như: thể thao điện tử, thể thao cực độ, thể dục nhịp điệu, nhào lộn, điền kinh trong nhà, khiêu vũ thể thao, futsal (bóng đá trong nhà), billard & snooker, lặn chân vịt, và bơi bể ngắn 25m.
Với sự thay đổi chu kỳ thể thao trên khắp thế giới, năm 2013, đại hội này và Đại hội Thể thao Võ thuật châu Á sẽ sáp nhập làm một dưới sự quản lý của OCA, được tổ chức mỗi lần ba năm. Sự thay đổi này có thể dẫn đến việc gia tăng số sự kiện thể thao lên 6 trong lịch tổ chức của OCA.

## Các kỳ đại hội
Số lượng huy chương vàng cho mỗi đoàn được nêu trong ngoặc.
| Năm  | Các kỳ | Chủ nhà  | Hạng 1          | Hạng 2          | Hạng 3          |
| ---- | ------ | -------- | --------------- | --------------- | --------------- |
| 2005 | I      | Băng Cốc | Trung Quốc (24) | Kazakhstan (23) | Thái Lan (20)   |
| 2007 | II     | Ma Cao   | Trung Quốc (52) | Thái Lan (19)   | Hồng Kông (15)  |
| 2009 | III    | Hà Nội   | Trung Quốc (48) | Việt Nam (42)   | Kazakhstan (21) |
| 2011 | IV     | Doha     | Hủy bỏ          | Hủy bỏ          | Hủy bỏ          |

## Bảng tổng sắp huy chương mọi thời đại
| 1         | Trung Quốc (CHN)        | 124 | 69  | 58  | 251  |
| 2         | Thái Lan (THA)          | 58  | 66  | 89  | 213  |
| 3         | Kazakhstan (KAZ)        | 53  | 51  | 40  | 144  |
| 4         | Việt Nam (VIE)          | 44  | 36  | 34  | 114  |
| 5         | Hồng Kông (HKG)         | 33  | 27  | 33  | 93   |
| 6         | Hàn Quốc (KOR)          | 31  | 35  | 39  | 105  |
| 7         | Iran (IRI)              | 24  | 24  | 24  | 72   |
| 8         | Ấn Độ (IND)             | 22  | 21  | 43  | 86   |
| 9         | Nhật Bản (JPN)          | 19  | 18  | 26  | 63   |
| 10        | Uzbekistan (UZB)        | 13  | 18  | 21  | 52   |
| 11        | Đài Bắc Trung Hoa (TPE) | 12  | 12  | 24  | 48   |
| 12        | Indonesia (INA)         | 9   | 4   | 20  | 33   |
| 13        | Qatar (QAT)             | 8   | 8   | 6   | 22   |
| 14        | Ma Cao (MAC)            | 7   | 13  | 13  | 33   |
| 15        | Ả Rập Xê Út (KSA)       | 7   | 4   | 2   | 13   |
| 16        | UAE (UAE)               | 5   | 0   | 4   | 9    |
| 17        | Malaysia (MAS)          | 4   | 8   | 14  | 26   |
| 18        | Lào (LAO)               | 3   | 13  | 19  | 35   |
| 19        | Philippines (PHI)       | 3   | 6   | 10  | 19   |
| 20        | Singapore (SIN)         | 2   | 15  | 12  | 29   |
| 21        | Jordan (JOR)            | 2   | 5   | 7   | 14   |
| 22        | Kuwait (KUW)            | 1   | 6   | 9   | 16   |
| 23        | Campuchia (CAM)         | 1   | 4   | 7   | 12   |
| 24        | Bahrain (BRN)           | 1   | 3   | 1   | 5    |
| 25        | Iraq (IRQ)              | 0   | 5   | 8   | 13   |
| 26        | Mông Cổ (MGL)           | 0   | 3   | 9   | 12   |
| 27        | Sri Lanka (SRI)         | 0   | 3   | 2   | 5    |
| 28        | Afghanistan (AFG)       | 0   | 2   | 2   | 4    |
| 29        | Pakistan (PAK)          | 0   | 2   | 1   | 3    |
| 29        | Syria (SYR)             | 0   | 2   | 1   | 3    |
| 31        | Myanmar (MYA)           | 0   | 2   | 0   | 2    |
| 32        | Brunei (BRU)            | 0   | 1   | 6   | 7    |
| 33        | Kyrgyzstan (KGZ)        | 0   | 1   | 2   | 3    |
| 34        | Tajikistan (TJK)        | 0   | 1   | 0   | 1    |
| 35        | Liban (LIB)             | 0   | 0   | 3   | 3    |
| 36        | Bangladesh (BAN)        | 0   | 0   | 2   | 2    |
| 36        | CHDCND Triều Tiên (PRK) | 0   | 0   | 2   | 2    |
| 38        | Oman (OMA)              | 0   | 0   | 1   | 1    |
| Tổng cộng | Tổng cộng               | 486 | 488 | 594 | 1568 |

## Các môn thể thao
| - Bắn cung () - Điền kinh () - Bóng rổ () - Xe đạp BMX () - Bowling () - Quyền anh () - Cờ vua () - Thể thao bi-a () - Đua xe đạp () - Khiêu vũ thể thao () - Múa rồng và Múa sư () | - Thể thao điện tử () - Lặn () - Bóng đá trong nhà () - Thể dục nhịp điệu () - Cầu mây Hoop () - Khúc côn cầu () - Trượt băng Inline () - Kabbadi () - Kickboxing () - Kurash () - Muay Thái () | - Pencak silat () - Bi sắt () - Lướt ván () - Thể thao leo núi () - Bơi () - Đá cầu () - Việt võ đạo () - Cờ vây () - Cờ tướng () - Wushu () |